# 泰国世界联合书院
泰国联合世界学院(通常被称为UWC泰国，缩写为UWCT;RTGS是一所独立的，非营利性的国际走读和寄宿学校，位于泰国普吉岛的Khao Phra Thaeo野生动物保护区的山麓。该学校是世界联合学院的第16个成员，并于2016年由该组织主席约旦女王努尔正式开放。

学校提供从幼儿园到12年级的国际文凭连续教育。IB小学课程为幼儿(托儿所、学前班和幼儿园)和小学(1-5年级)提供，IB中学课程为6-10年级提供，IB文凭课程为11-12年级提供。大约有来自60多个国家的500名学生参加。

泰国UWC经IBO授权，是CIS 、 EARCOS和ISAT成员，隶属于世界体育学院。 

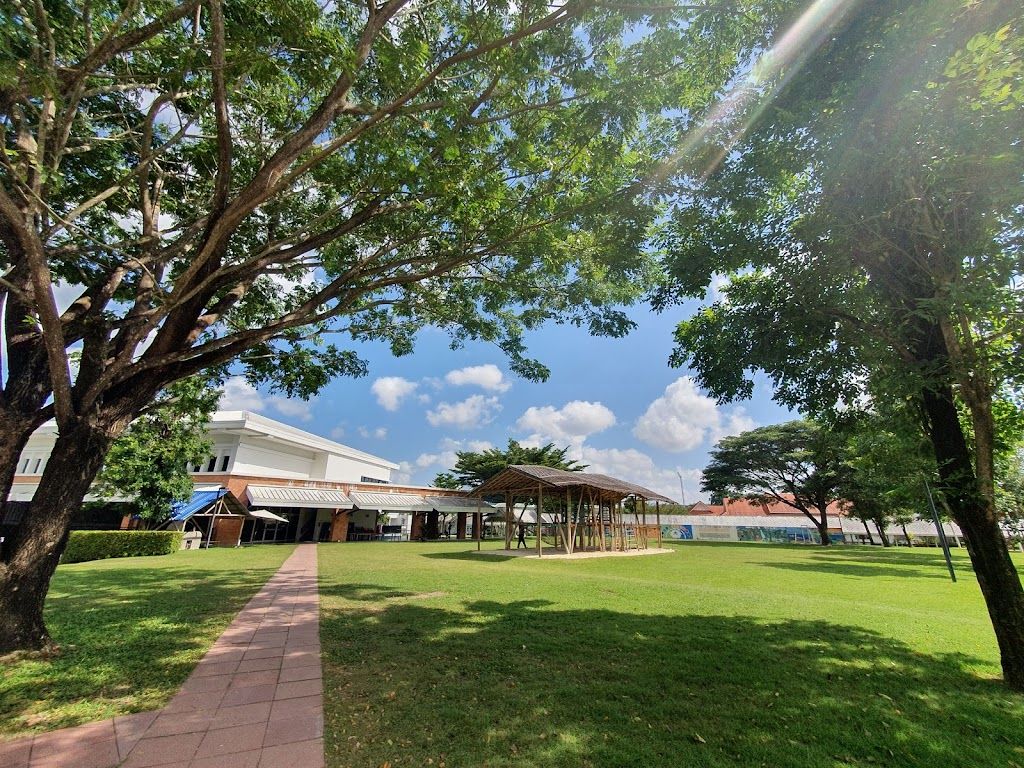
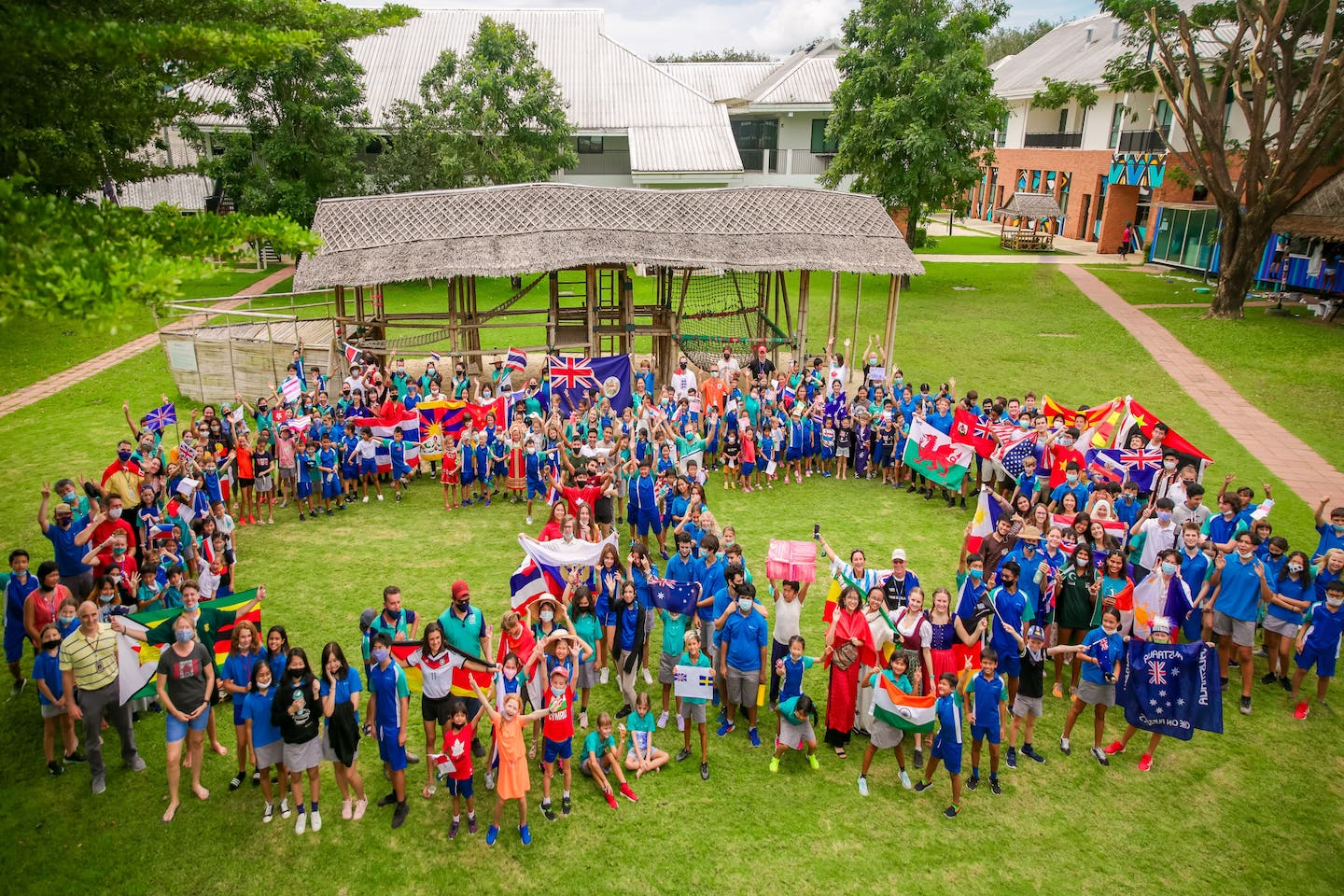
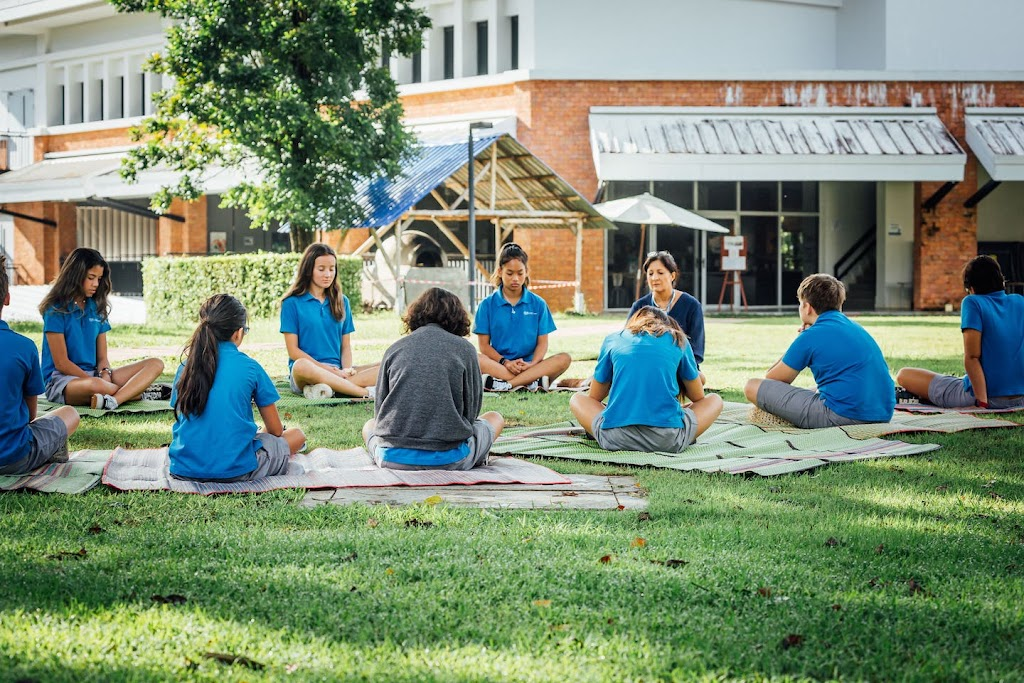
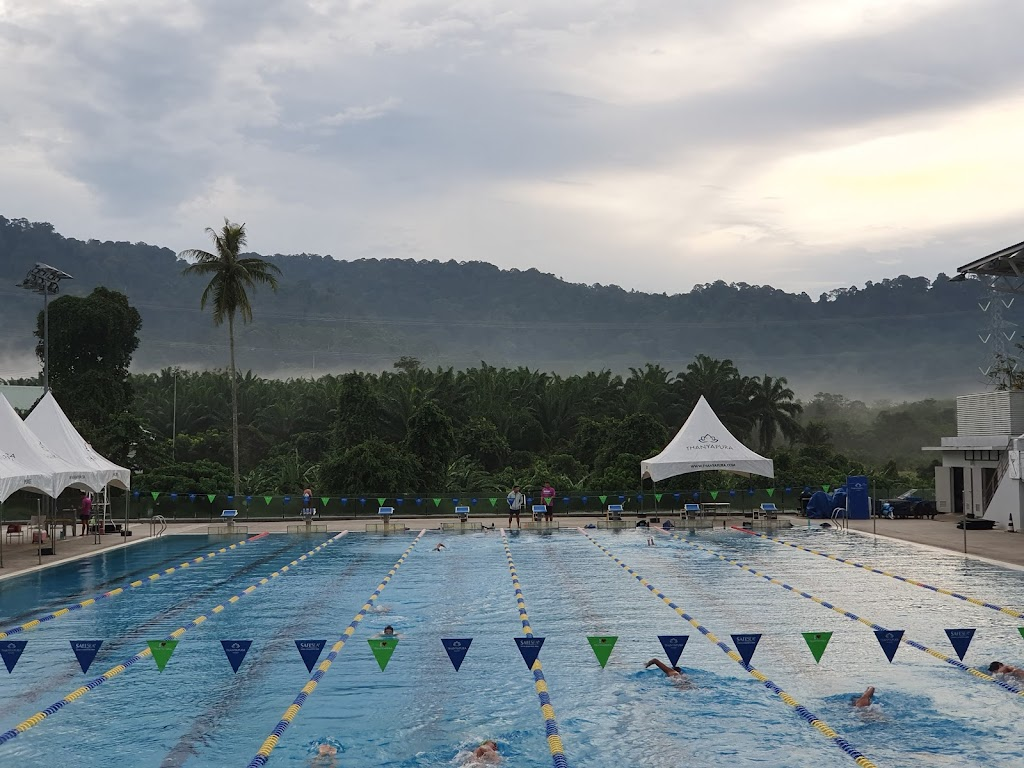
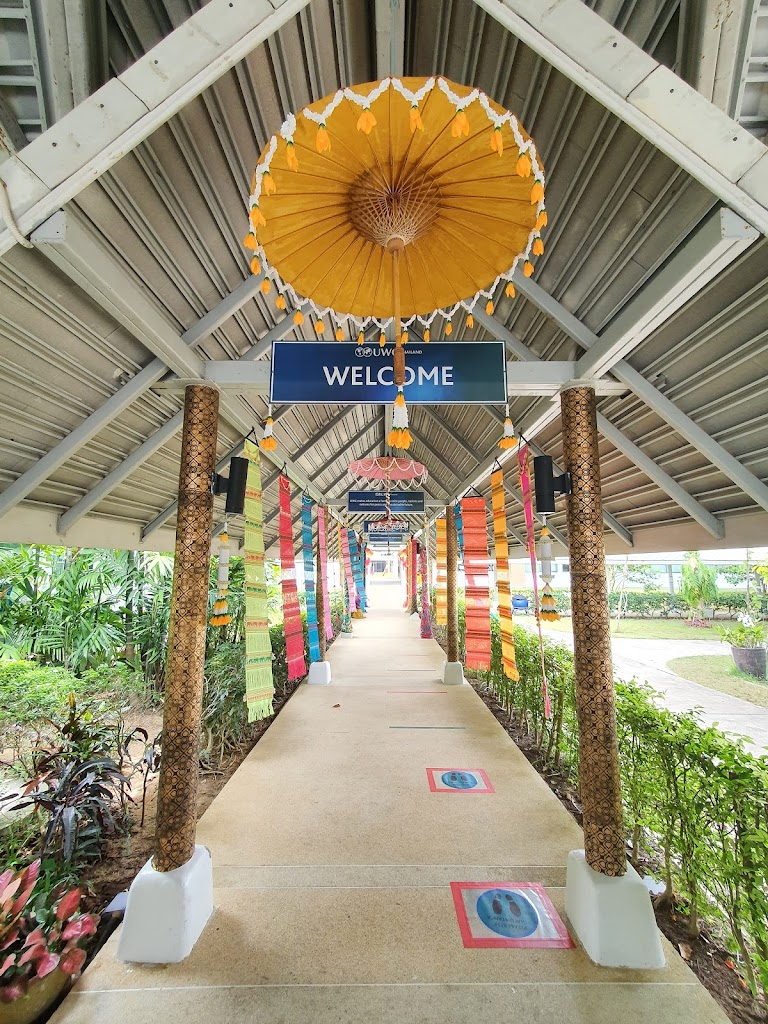